# Felix Unger

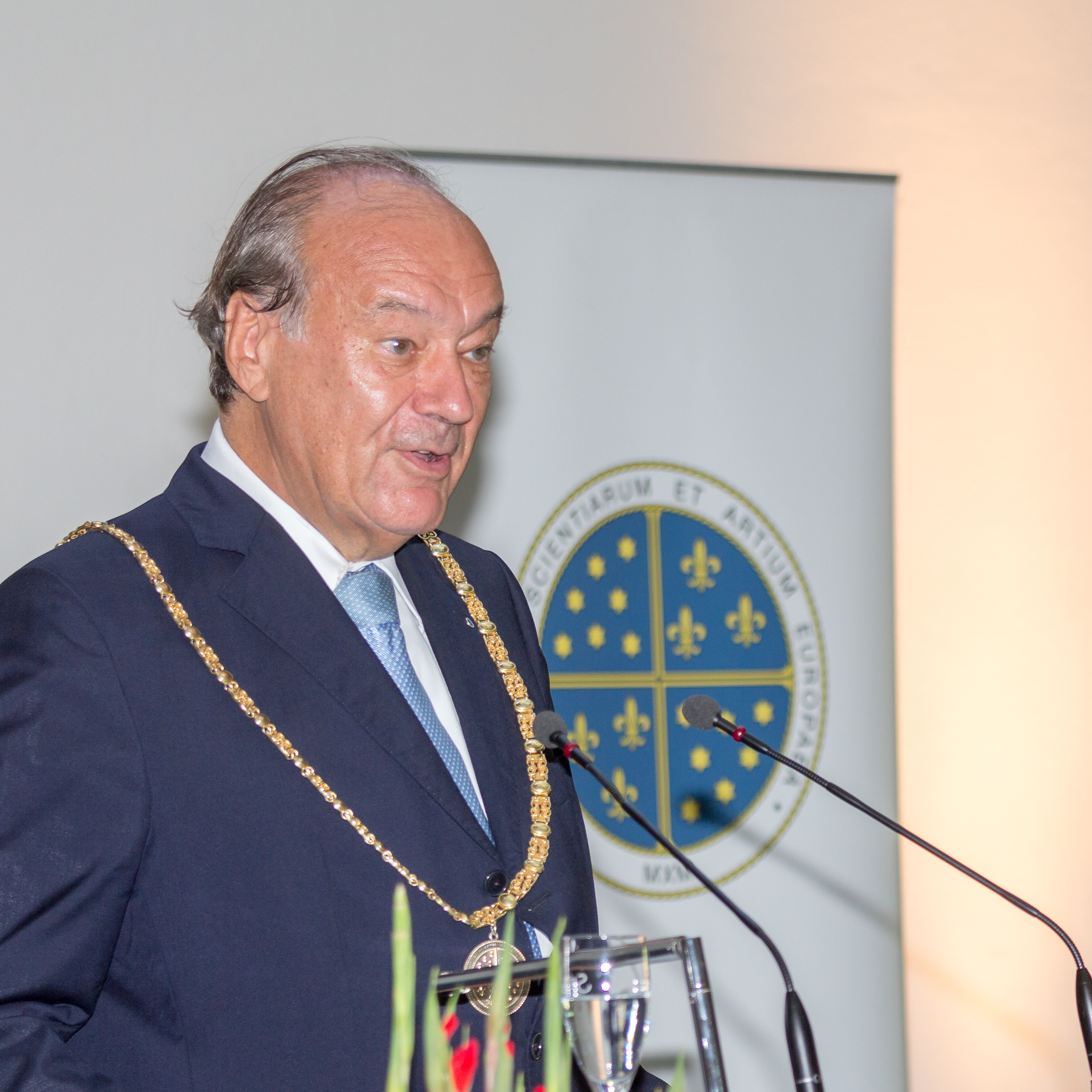
Felix Unger, 2015

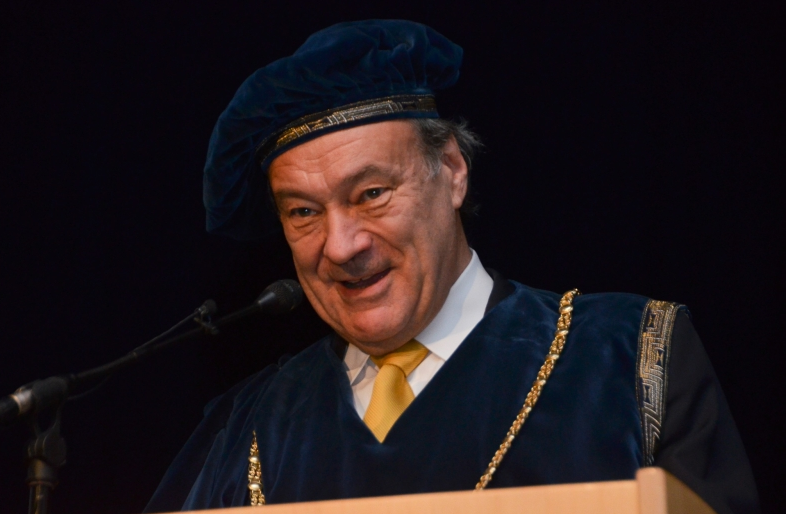
Felix Unger (2013)

Felix Unger (* 2. März 1946 in Klagenfurt) ist ein österreichischer Herzchirurg. Er war von 1990 bis 2020 Präsident der Europäischen Akademie der Wissenschaften und Künste.

## Leben
Felix Unger studierte Medizin an der Universität Wien, wo er 1971 promoviert wurde. Er begann seine medizinische Ausbildung mit Kardiologie bei Fritz Kaindl an der Kardiologischen Universitätsklinik Wien. Ab 1972 absolvierte er eine herzchirurgische Ausbildung bei Johann Navratil an der II. Chirurgischen Universitätsklinik Wien, die er 1977 mit dem Facharzttitel für Chirurgie abschloss. 1978 wurde Unger zum Universitätsdozenten habilitiert. 1974 war er zu Studienaufenthalten in Houston (Denton A. Cooley), Cleveland (Yukihiko Nosé) und Salt Lake City (Willem Kolff). In Salt Lake City erfand er das Ellipsoidherz, das als erstes Kunstherz in Europa 1986 in Salzburg zur Anwendung kam, wie seit 1977 bereits als Form der assistierten Zirkulation. Von 1978 bis 1983 war Unger Oberarzt an der I. Universitätsklinik für Chirurgie in Innsbruck; 1983 wurde er dort zum außerordentlichen Professor für Chirurgie ernannt. 1985 wurde er mit der Gründung der Herzchirurgie an den Landeskrankenanstalten Salzburg betraut und war bis 2011 Vorstand der Universitätsklinik für Herzchirurgie. 1990 gründete er zusammen mit Kardinal Franz König und Nikolaus Lobkowicz in Salzburg die Europäische Akademie der Wissenschaften und Künste und war bis November 2020 Präsident; Nachfolger ist Klaus Mainzer. Im April 2021 wurde er zum Ehrenpräsidenten der Akademie gewählt.
Felix Unger ist Autor und Co-Autor von etwa 500 wissenschaftlichen Veröffentlichungen, Herausgeber von 21 Büchern sowie Inhaber von 9 Patenten. Er ist Mitglied zahlreicher wissenschaftlicher fachspezifischer Gesellschaften, nationaler, europäischer und internationaler Organisationen. Er ist auch für die Europäische Kommission tätig: „Health is Wealth – Strategic Visions for European Health Care at the Beginning of the 21st Century“, Springer-Verlag, Heidelberg, 2004, „Health is Wealth – Toward a European Lead Market“, VDG, Weimar 2009 und „Europäisches Curriculum der Medizin“, VDG, Weimar, 2009.
Felix Unger ist mit der Künstlerin Monika Fioreschy verheiratet, sie haben zwei Söhne.

## Ehrungen und Auszeichnungen
- 1975: Karl-Renner-Preis mit Johann Navratil, Kurt Polzer
- 1980: Sandoz Preis
- 1980: Deutsche Gesellschaft für Chirurgie: Posterpreis, München
- 1982: Planseepreis für Wissenschaft
- 1991: Purkyne Medaille für Assistierte Zirkulation, Universität Brünn
- 1992: Billroth Preis der Österreichischen Gesellschaft für Chirurgie mit J. Hager, F. Brandstätter, O. Dietze, I. Koller
- 1992: Verdienstkreuz I. Klasse des Verdienstordens der Bundesrepublik Deutschland
- 1992: Humes Professorship
- 1992: Karylins Medaille der Lettischen Akademie der Wissenschaften
- 1997: Ehrenmitglied der Baltischen Gesellschaft für Herz-Thorax-Chirurgie
- 1998: Ehrenmitglied der Medizinischen Akademie der Wissenschaften Rumänien
- 2005: Verdienstkreuz des Landes Salzburg
- 2006: Österreichisches Ehrenkreuz für Wissenschaft und Kunst I. Klasse
- 2009: Paul Stradins Preis, Riga
- 2011: Medaille des Staatspräsidenten der Slowakischen Republik
- 2011: Ehrenzeichen des Landes Salzburg
- 2012: Großes Silbernes Ehrenzeichen für Verdienste um die Republik Österreich
- 2014: Aufnahme in die Bruderschaft von Santa Maria dell’Anima ("Animabruderschaft")
- 2015: Komtur des Gregoriusordens
- 2016: Wappenmedaille der Landeshauptstadt Salzburg in Gold

Ehrendoktor und -professor:
- Dr. med. h. c., Budapest, 1994
- Dr. med. h. c., Timișoara, 1994
- Dr. med. h. c., Tokio, 1994
- Dr. h. c., Marburg, 2002
- Dr. h. c., Riga, 2003
- Prof. h. c., Marburg 2006
- Dr. h. c., Belgrad 2007
- Dr. h. c., Athen, 2009
- Dr. h. c., Tiflis, 2010
- Dr. h. c., Arad, 2013
- Dr. h. c., Cluj-Napoca, 2013
- Dr. h. c., Tirana, 2014

## Mitgliedschaften
- Nordrhein-Westfälische Akademie der Wissenschaften und der Künste
- Lettische Akademie der Wissenschaften
- Slowenische Akademie der Wissenschaften und Künste
- Serbische Akademie der Wissenschaften und Künste
- 2001: Deutsche Akademie der Naturforscher Leopoldina[1]
- Slowakische Akademie der Wissenschaften
- New York Academy of Sciences
- World Academy of Art and Sciences
- Montenegrinische Akademie der Wissenschaften und Künste
- Ungarische Akademie der Wissenschaften
- Russian Academy of Fine Arts
- Georgische Nationale Akademie der Wissenschaften
- Mazedonische Akademie der Wissenschaften und Künste
- Club of Rome (Ehrenmitglied)[2]